# أبو منصور تكين
أبو منصور تكين بن عبد الله الحربي الخزري (- 16 مارس 933م)، هو قائد عباسي ووالي مصر ثلاث مرات.

## سيرته
نشأ كشرطي في عهد الخليفة المعتضد بالله. عُين حاكماً لمصر في أغسطس 910، خلفاً عيسى النوشري، وظل في المنصب حتى 31 مايو 915، عندما خلعه مؤنس المظفر لفشله في احتواء غزو مصر، وخلفه ذكا الأعور.
تولى المنصب مرة أخرى في خريف 919، بعد وفاة ذكا، ومرة أخرى في منتصف الغزو الفاطمي الثاني. وصل الفسطاط في 6 يناير 920. ومرة أخرى، وبفضل تدخل الجيش تحت قيادة مؤنس والأسطول تحت قيادة ثمل الدلفي، تم صد الغزو الفاطمي، مع تخلي آخر القوات الفاطمية عن واحة الفيوم والفرار عبر الصحراء في 8 يوليو 921. أقيل تكين في 22 يوليو، لكنه أُعيد لمنصب بعد بضعة أيام.
تولى حكم مصر مرة ثالثة ولفترة أطول في مارس/أبريل 924 وظل في المنصب حتى وفاته في 16 مارس 933.

## ولاية مصر

### الولاية الأولى
لم يزل تكين الخزري واليا على مصر استخلافاً إلى أن صرف آخر سنة 302 هـ، فولّى المقتدر مكانه أبا الحسن ذكاء الأعور، وقدم منتصف صفر من سنة 303 هـ فلم يزل واليا عليها إلى أن توفي 307 هـ لأربع سنين من ولايته.

### الولاية الثانية
لما صرف المقتدر ذكاء ولّى مكانه أبا منصور تكين الخزري ولاية ثانية، فقدم في شعبان سنة 307 هـ، وكان عبيد الله المهدي قد جهّز العساكر مع ابنه أبي القاسم، ووصل إلى الإسكندرية في ربيع من سنة 307 هـ وملكها. ثم سار إلى مصر، وملك الجزيرة والأشمونين من الصعيد وما إليه، وكتب أهل مكة بطاعته. وبعث المقتدر من بغداد مؤنساً الخادم في العساكر فواقع أبا القاسم عدة وقعات، وجاء الأسطول من إفريقيا إلى الإسكندرية في ثمانين مركباً مدداً لأبي القاسم، وعليه سليمان بن الخادم، ويعقوب الكتامي فسار إليهم في أسطول طرسوس في خمسة وعشرين مركباً، وفيها النفط والمدد، وعليها أبو اليمن فالتقت العساكر في الأساطيل في مرسى رشيد. فظفر أسطول طرسوس بأسطول إفريقيا، ققتل بعضهم، وأطلق البعض. وأسر سليمان الخادم فهلك في محبسه بمصر، وأسر يعقوب الكتامي وحمل إلى بغداد فهرب منها إلى أفريقيا. واتصل الحرب بين أبي القاسم ومؤنس، وكان الظفر لمؤنس، ووقع الغلاء والوباء في عسكر أبي القاسم ففني كثير منهم بالموت. ووقع الموتان في الخيل فعاد العسكر إلى المغرب، واتبعهم عساكر مصر حتى أبعدوا فرجعوا عنهم. ووصل أبو القاسم إلى القيروان منتصف السنة. ورجع مؤنس إلى بغداد، وقدم تكين إلى مصر كما مرّ، ولم يزل والياً عليها إلى أن صرف في ربيع من سنة 309 هـ.

### الولاية الثالثة
تولى مصر أحمد بن كيغلغ، الذي ولاّه المقتدر بعد هلال بن بدر فقدم في جمادى، وصرف لخمسة أشهر من ولايته. وأعيد تكين المرّة الثالثة فقدم في عاشوراء سنة 313 هـ، وأقام والياً عليها تسع سنين إلى أن توفي في منتصف ربيع الأوّل سنة 321 هـ. وفي أيامه جدّد المقتدر عهده لابنه أبي العباس على بلاد المغرب ومصر والشام.
واستخلف له مؤنساً، وذلك سنة ثمان عشرة. وقال ابن الأثير: وفي سنة إحدى وعشرين توفي تكين الخزري بمصر فولي عليها مكانه ابنه محمد، وبعث له القاهر بالخلع، وثار به الجند فظفر بهم.